# Canton de Blain
Le canton de Blain est une circonscription électorale française située dans le département de la Loire-Atlantique (région Pays de la Loire).

## Géographie
Il est arrosé par la rivière Isac qui forme une portion du canal de Nantes à Brest. 
Une autre caractéristique est la présence d'un massif forestier important à l'échelle régionale, la forêt du Gâvre.
Avec le redécoupage de 2014, le canton s'étend de la forêt du Gâvre jusqu'au lit majeur de la Loire, les communes de Savenay, La Chapelle-Launay, Malville, Bouée, Lavau-sur-Loire, Cordemais et Saint-Étienne-de-Montluc comprenant toutes des portions de marais le long de la Loire. Un site géologique majeur traverse la partie sud du canton, il s'agit du Sillon de Bretagne dont le point culminant pour le canton se trouve au droit du moulin de la Herlais, à l'extrémité est de Cordemais près de la RN165. 
Aux limites des communes de Bouvron et de Malville, de Bouvron et de Savenay et de Quilly et de Campbon se trouvent d'anciennes landes qui furent parmi les dernières du département à avoir été clairement délimitées entre les communes qui se les partagent (dans les années 1880), puis entre leurs divers propriétaires (dans les années 1930-1950).

## Histoire
- De 1833 à 1848, les cantons de Blain et de Saint-Etienne-de-Montluc avaient le même conseiller général. Le nombre de conseillers généraux était limité à 30 par département[5].

- Par décret du 25 février 2014, le nombre de cantons du département est divisé par deux, avec mise en application aux élections départementales de mars 2015. Le canton de Blain est conservé et s'agrandit. Il passe de 5 à 14 communes[4], comprenant désormais les communes de Blain, Bouée, Bouvron, Campbon, La Chapelle-Launay, Cordemais, Le Gâvre, Lavau-sur-Loire, Malville, Prinquiau, Quilly, Saint-Étienne-de-Montluc, Savenay et Le Temple-de-Bretagne. La commune de Notre-Dame-des-Landes intègre le canton de Nort-sur-Erdre, tandis que Fay-de-Bretagne rejoint le canton de La Chapelle-sur-Erdre. Les cantons de Savenay et de Saint-Étienne-de-Montluc sont alors dissout. Le chef-lieu demeure à Blain.

## Représentation

### Conseillers d'arrondissement (de 1833 à 1940)
Le canton de Blain appartenait à l'arrondissement de Savenay jusqu'en 1868, puis à l'arrondissement de Saint-Nazaire.
| Période | Période      | Identité                          | Étiquette          | Qualité |
| ------- | ------------ | --------------------------------- | ------------------ | --- |
| 1833    | 1839         | M. Tournier                       |                    | Maire de Fay-de-Bretagne                                                                                    |
| 1839    | 1848         | Louis-Jacques-Marie Bizeul        |                    | Ancien notaire, historien, archéologue, propriétaire à Blain                                                |
|         |              |                                   |                    | |
| 1895    | 1909 (décès) | Mathurin Marie Fleury (1850-1909) | Républicain        | Propriétaire, maire de Fay-de-Bretagne                                                                      |
| 1909    | 1925         | Louis Juignier                    | Républicain        | Notaire, maire de Fay-de-Bretagne                                                                           |
| 1925    | 1931         | Louis Soudy                       | Républicain-RG     | Négociant à Bouvron                                                                                         |
| 1931    | 1937         | Georges Sicard (1884-1966)        | Union républicaine | Notaire, maire de Fay-de-Bretagne                                                                           |
| 1937    | 1940         | Pierre Civel                      | Union nationale    | Maire de Notre-Dame-des-Landes Vice-Président du comice agricole de Blain                                   |
| 1940    |              |                                   |                    | Les conseils d'arrondissement ont été suspendus par la loi du 12 octobre 1940 et n'ont jamais été réactivés |

### Conseillers généraux de 1833 à 2015
| Période | Période      | Identité                                      | Étiquette          | Qualité |
| ------- | ------------ | --------------------------------------------- | ------------------ | --- |
| 1833    | 1848         | Louis-Emile Jollan de la Cour-Mortier         |                    | Propriétaire à Nantes et à Blain Député (1840-1844)                                                                     |
| 1848    | 1852         | Charles François Couëtoux (1770-1855)         |                    | Avocat à Châteaubriant, juge de paix à Blain                                                                            |
| 1852    | 1861 (décès) | Louis Bizeul père (1785-1861)                 |                    | Propriétaire, archéologue, maire de Blain, conseiller d'arrondissement                                                  |
| 1861    | 1870         | Raymond Bizeul (1819-1884, fils du précédent) |                    | Notaire, juge de paix à Blain                                                                                           |
| 1870    | 1871         | Michel Sortais (1821-1885)                    | Bonapartiste       | Médecin à Blain |
| 1871    | 1883         | Jules Baillardel de Lareinty                  | Droite Monarchiste | Propriétaire Député (1887-1893) Egalement élu dans le Canton de Courçon (Charente-Inférieure) en 1871                   |
| 1883    | 1885 (décès) | Michel Sortais                                | Bonapartiste       | Médecin, maire de Blain (1878-1885)                                                                                     |
| 1885    | 1892         | Jules Baillardel de Lareinty                  | Droite Monarchiste | Propriétaire Député (1887-1893)                                                                                         |
| 1892    | 1928         | Louis Guihot                                  | RG                 | Minotier Maire de Bouvron (1892-1925)                                                                                   |
| 1928    | 1928 (décès) | Jean Vinet                                    | RG                 | Cultivateur au Haut-Mortier, Blain                                                                                      |
| 1928    | 1940         | Jean Guihard (1898-1964)                      | RG                 | Commerçant, maire de Blain (1929-1941)                                                                                  |
|         |              |                                               |                    | |
| 1945    | 1949         | François Lollichon                            | JR                 | Directeur de la laiterie coopérative de Notre-Dame-des-Landes                                                           |
| 1949    | 1961         | Patrice Walsh de Serrant (1886-1967)          | RPF puis DVD       | Propriétaire, maire de Bouvron                                                                                          |
| 1961    | 1964 (décès) | Jean Guihard (1898-1964)                      | CR                 | Maire de Blain (1947-1964)                                                                                              |
| 1964    | 1967         | Marcel Garnier                                | Rad.ind.           | Maire de Blain (1964-1971)                                                                                              |
| 1967    | 1992         | Jean Hervy (1925-2018)                        | DVD                | Maire de Bouvron (1965-1989)                                                                                            |
| 1992    | 1998         | René Bernard (1928-2018)                      | DVD                | Maire de Fay-de-Bretagne (1987-1994)                                                                                    |
| 1998    | 2004         | Gilles Heurtin                                | DVD                | Chirurgien-dentiste Maire de Blain (1995-2008)                                                                          |
| 2004    | 2015         | Marcel Verger                                 | PS                 | Fonctionnaire Maire de Bouvron (2001-2020) Président de la Communauté de communes de la région de Blain (jusqu'en 2014) |

### Conseillers départementaux à partir de 2015
| Période élective | Période élective | Mandat | Mandat   | Identité        | Nuance | Nuance | Qualité |
| ---------------- | ---------------- | ------ | -------- | --------------- | ------ | ------ | --- |
| 2015             | 2021             | 2015   | 2021     | Marcel Verger   |        | LREM   | Maire de Bouvron (2001-2020) Vice-président de la CC de la région de Blain (2014-2020) Vice-président aux finances, au budget et à la commande publique                           |
| 2015             | 2021             | 2015   | 2021     | Claire Tramier  |        | ECO    | Chargée de mission handicap Adjointe au maire de Lavau-sur-Loire Vice-présidente aux personnes en situation de handicap                                                           |
| 2021             | 2028             | 2021   | en cours | Nicolas Oudaert |        | DVG    | Ancien cadre, responsable associatif Maire du Gâvre (depuis 2014) |
| 2021             | 2028             | 2021   | en cours | Claire Tramier  |        | ECO    | Attachée territoriale en disponibilité Maire de Lavau-sur-Loire (depuis 2020) 1re vice-présidente du conseil départemental, chargée des familles et de la protection de l'enfance |

Marcel Verger a quitté le PS pour LREM.

### Résultats détaillés

#### Élections de mars 2015
À l'issue du 1er tour des élections départementales de 2015, deux binômes sont en ballottage : Claire Tramier et Marcel Verger (Union de la Gauche, 36,6 %) et Jean-Michel Buf et Marie-Odile Vanneraud (Union de la Droite, 30,9 %). Le taux de participation est de 49,61 % (17 991 votants sur 36 267 inscrits) contre 50,7 % au niveau départemental et 50,17 % au niveau national.
Au second tour, Claire Tramier et Marcel Verger (Union de la Gauche) sont élus avec 51,6 % des suffrages exprimés et un taux de participation de 47,63 % (8 092 voix pour 17 270 votants et 36 262 inscrits).
Claire Tramier a rejoint le réseau d'élus Territoires 44, elle a quitté EÉLV.

#### Élections de juin 2021
Le premier tour des élections départementales de 2021 est marqué par un très faible taux de participation (33,26 % au niveau national). Dans le canton de Blain, ce taux de participation est de 30,71 % (11 998 votants sur 39 075 inscrits) contre 31,09 % au niveau départemental. À l'issue de ce premier tour, deux binômes sont en ballottage : Nicolas Oudaert et Claire Tramier (DVG, 45,58 %) et Jean-Pierre Blanc et Yolande Dubourg (DVD, 35 %).
Le second tour des élections est marqué une nouvelle fois par une abstention massive équivalente au premier tour. Les taux de participation sont de 34,36 % au niveau national, 32,4 % dans le département et 31,11 % dans le canton de Blain. Nicolas Oudaert et Claire Tramier (DVG) sont élus avec 52,7 % des suffrages exprimés (6 005 voix pour 12 161 votants et 39 091 inscrits),,. 

## Composition

### Composition avant 2015

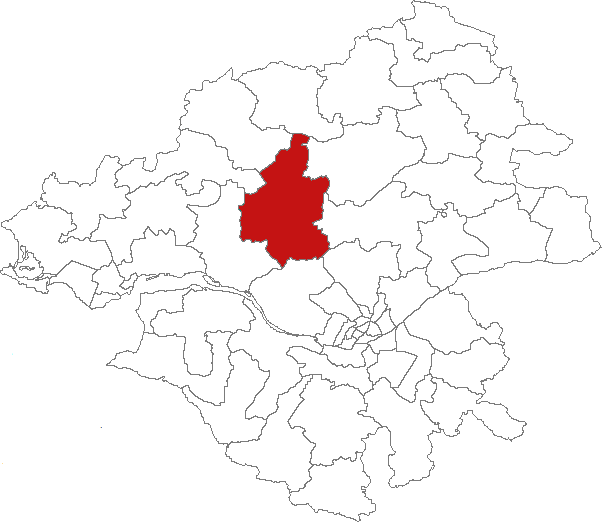
Situation du canton de Blain dans le département de la Loire-Atlantique avant 2015.

Le canton de Blain regroupait cinq communes.
| Nom                   | Code Insee | Codepostal | Superficie (km2) | Population (dernière pop. légale) | Densité (hab./km2) |
| --------------------- | ---------- | ---------- | ---------------- | --------------------------------- | ------------------ |
| Blain (chef-lieu)     | 44015      | 44130      | 101,72           | 9 491 (2012)                      | 93                 |
| Bouvron               | 44023      | 44130      | 47,63            | 2 961 (2012)                      | 62                 |
| Fay-de-Bretagne       | 44056      | 44130      | 64,81            | 3 386 (2012)                      | 52                 |
| Le Gâvre              | 44062      | 44130      | 53,58            | 1 677 (2012)                      | 31                 |
| Notre-Dame-des-Landes | 44111      | 44130      | 37,40            | 2 008 (2012)                      | 54                 |

### Composition après 2015
Le canton de Blain comprend quatorze communes entières.
| Nom                           | Code Insee | Intercommunalité      | Superficie (km2) | Population (dernière pop. légale) | Densité (hab./km2) | Modifier                                    |
| ----------------------------- | ---------- | --------------------- | ---------------- | --------------------------------- | ------------------ | ------------------------------------------- |
| Blain (bureau centralisateur) | 44015      | CC du Pays de Blain   | 101,72           | 10 352 (2022)                     | 102                | modifier les données · modifier les données |
| Bouée                         | 44019      | CC Estuaire et Sillon | 21,29            | 1 100 (2022)                      | 52                 | modifier les données · modifier les données |
| Bouvron                       | 44023      | CC du Pays de Blain   | 47,63            | 3 067 (2022)                      | 64                 | modifier les données · modifier les données |
| Campbon                       | 44025      | CC Estuaire et Sillon | 49,82            | 4 031 (2022)                      | 81                 | modifier les données · modifier les données |
| La Chapelle-Launay            | 44033      | CC Estuaire et Sillon | 24,82            | 3 246 (2022)                      | 131                | modifier les données · modifier les données |
| Cordemais                     | 44045      | CC Estuaire et Sillon | 37,20            | 3 954 (2022)                      | 106                | modifier les données · modifier les données |
| Le Gâvre                      | 44062      | CC du Pays de Blain   | 53,58            | 1 880 (2022)                      | 35                 | modifier les données · modifier les données |
| Lavau-sur-Loire               | 44080      | CC Estuaire et Sillon | 16,22            | 769 (2022)                        | 47                 | modifier les données · modifier les données |
| Malville                      | 44089      | CC Estuaire et Sillon | 31,24            | 3 689 (2022)                      | 118                | modifier les données · modifier les données |
| Prinquiau                     | 44137      | CC Estuaire et Sillon | 22,82            | 3 557 (2022)                      | 156                | modifier les données · modifier les données |
| Quilly                        | 44139      | CC Estuaire et Sillon | 17,67            | 1 541 (2022)                      | 87                 | modifier les données · modifier les données |
| Saint-Étienne-de-Montluc      | 44158      | CC Estuaire et Sillon | 57,57            | 7 739 (2022)                      | 134                | modifier les données · modifier les données |
| Savenay                       | 44195      | CC Estuaire et Sillon | 26,00            | 9 465 (2022)                      | 364                | modifier les données · modifier les données |
| Le Temple-de-Bretagne         | 44203      | CC Estuaire et Sillon | 1,60             | 2 005 (2022)                      | 1 253              | modifier les données · modifier les données |
| Canton de Blain               | 4403       |                       | 509,18           | 56 395 (2022)                     | 111                | modifier les données                        |

## Démographie

### Démographie avant 2015
| 1962   | 1968   | 1975   | 1982   | 1990   | 1999   | 2006   | 2007   | 2008   |
| ------ | ------ | ------ | ------ | ------ | ------ | ------ | ------ | ------ |
| 13 079 | 13 434 | 13 332 | 14 041 | 14 746 | 15 227 | 17 091 | 17 556 | 18 072 |

| 2009   | 2010   | 2011   | 2012   | - | - | - | - | - |
| ------ | ------ | ------ | ------ | - | - | - | - | - |
| 18 623 | 19 054 | 19 296 | 19 523 | - | - | - | - | - |

### Démographie depuis 2015
En 2022, le canton comptait 56 395 habitants, en évolution de +7,14 % par rapport à 2016 (Loire-Atlantique : +6,68 %, France hors Mayotte : +2,11 %).
| 2013   | 2018   | 2022   |
| ------ | ------ | ------ |
| 50 763 | 53 833 | 56 395 |